# Nueva Libertad 2
Nueva Libertad 2 är en ort i Mexiko.   Den ligger i kommunen Siltepec och delstaten Chiapas, i den sydöstra delen av landet, 800 km sydost om huvudstaden Mexico City. Nueva Libertad 2 ligger 1 608 meter över havet och antalet invånare är 174.
Terrängen runt Nueva Libertad 2 är bergig åt sydväst, men åt nordost är den kuperad. Terrängen runt Nueva Libertad 2 sluttar norrut. Runt Nueva Libertad 2 är det ganska tätbefolkat, med 78 invånare per kvadratkilometer. Närmaste större samhälle är Santo Domingo, 10,0 km sydost om Nueva Libertad 2. I omgivningarna runt Nueva Libertad 2 växer i huvudsak städsegrön lövskog.